# 그렇게 아버지가 된다
《그렇게 아버지가 된다》(일본어: そして父になる 소시테치치니나루[*])는 2013년 공개된 일본의 드라마 영화이다. 고레에다 히로카즈가 감독하고, 각본을 썼다. 이 영화는 병원에서 자식이 뒤바뀐 이야기를 토대로 한 작품이다. 후쿠야마 마사하루, 오노 마치코, 릴리 프랭키, 마키 요코가 출연한다.
2013년 칸 국제 영화제 경쟁 부문에 출품되었으며 심사위원상을 수상하였다.

## 줄거리
"져본 적 없이 살아온" 성공한 비즈니스맨 료타(후쿠야마 마사하루)는 아내 미도리(오노 마치코 분), 마음 곧은 아들 케이타(니노미야 케이타 분)와 함께 바쁜 나날을 보낸다. 그러던 어느 날, 전화를 받고 찾아간 산부인과에서 자식이 바뀌었다는 이야기를 듣는다. 6년 동안 다른 사람이 낳은 아이를 키웠다는 사실에 충격을 받은 료타 부부는 자신의 친자 류세이(황쇼겐 분)를 키우는 유다이(릴리 프랭키 분) 부부와 만난다. 전파상을 운영하며 근근이 세 자녀를 키우는 유다이 부부와의 합의를 통해 아이를 바꿔서 키우기로 한 료타는 어린 시절 자신과 똑같이 행동하는 류세이의 행동을 보고 '혈연이 아니라, 함께한 시간이 비로소 가족을 만든다'라는 진리를 깨닫는다.

## 배역

### 주연
- 후쿠야마 마사하루 - 노노미야 료타 역
- 오노 마치코 - 노노미야 미도리 역
- 릴리 프랭키 - 사이키 유다이 역
- 마키 요코 - 사이키 유카리 역
- 니노미야 케이타 - 케이타 역

### 조연
- 황쇼겐 - 류세이 역
- 후부키 준 - 노부코 역
- 쿠니무라 준 - 카즈시 역
- 키키 키린 - 리코 역
- 나츠야기 이사오 - 료스케 역
- 모리사키 메구미
- 오오코치 히로시
- 아다치 토모미츠